# ブレイン・アンダーソン
ブレイン・デヴォン・アンダーソン（Blaine Devon Anderson）はフォックスで放送されているミュージカル・コメディドラマ『glee/グリー』に登場する架空の人物。演じるのは俳優ダレン・クリスで、日本語版の吹き替えは岸尾だいすけが担当する。

## 概要
『glee/グリー』シーズン2第6話「初めてのキス」で初登場した。クリスはシーズン2ではゲスト扱いだったが、シーズン3からメインキャストに昇格した。
ニュー・ディレクションのライバルチームであるダルトン・アカデミー ウォーブラーズのリードシンガーとして活躍するゲイをカミングアウトしている人物として登場した。ブレインは当初、ニュー・ディレクション部員のカート・ハメル（クリス・コルファー）の指導者であった。しかし、視聴者から2人のコンビネーションの支持を得たことにより、制作者のライアン・マーフィーが恋人関係へと発展させた。
クリスは『glee/グリー』へ何度かブレイン役やフィン・ハドソン役でのオーディションを受けた。彼自身役柄にピッタリ合うと考えており、ゲイ社会では知名度が高く崇められている。彼はブレインをカリスマ的で自信家として演じており、自分の若さを活かして世間に広まっているゲイに対しての間違った認識を覆している。
ウォーブラーズのリードヴォーカリストとニュー・ディレクションのメインシンガーとして、ブレインは番組内で多くの曲を披露している。彼の最初の曲となった、ケイティ・ペリーの「ティーンエイジ・ドリーム（Teenage Dream）」は番組で最も速くBillboard Hot 100で8位を記録し、米国でゴールド認定を受けた。ウォーブラーズのシングルは130万以上売り上げた。人気が十分出てきたので、ウォーブラーズのサウンドトラックアルバム『Glee: The Music Presents the Warblers』が発売された。

## 評価
ブレインによるパフォーマンスは批評家から好意的な評価を概ね得ている。演じるクリスは同性愛者エンターテイメント批評家組合から新人俳優賞を受けている。ブレインとカート（通称クレイン）の関係は称賛を受けているが、ブレインが性的魅力について悩むキャラクター構成については、自信あるゲイのティーンエイジャーという設定からズレていると批判を受けている。
ブレインとカートの関係は批評家からも好評で「千年に一度の最も愛らしいカップル」と『ニューヨークポスト』のジャレット・ワイセルマンが評した。

## 経歴

### シーズン2
ブレイン・アンダーソンは「初めてのキス」で、アカペラミュージカルグループのダルトン・アカデミー ウォーブラーズでリードソロリストとして活躍する人物として登場した。彼は同じグリー部のライバルであるニュー・ディレクションの部員カート・ハメル（クリス・コルファー） と出会う。カートがブレインにゲイかと尋ねると、自然にそうであると答えた。また、カートが学校でゲイであるためにイジメられているとブレインに話すと、彼も以前の学校で暴力を受けるイジメを受けていたため、イジメゼロポリシーを推進しているダルトン・アカデミーに転校したと告白する。ブレインはカートと意気投合し、彼のためにカートをイジめるデイブ・カロフスキー（マックス・アドラー）と立ち向かう手助けをした。脅迫や暴力によるイジメの限度が超えたためカートはダルトン・アカデミーへと転校した。彼はブレインと恋に落ちたが、ブレイン本人は初めカートのわかりやすい気持ちを友情の絆が強まっていると勘違いしていた。そんな中、ブレインはカートに気になっているギャップで店長補佐として働くジェレマイア（アレクサンダー・ニフォング）への告白のため手伝ってもらうように頼むが、ギャップ襲撃のためジェレマイアはクビになり、ブレインを拒絶する。カートは彼の気持ちを告白し、ブレインにとってカートは大切な人であるというが、恋愛のために友情が壊れることを恐れる。
カートとブレインはニュー・ディレクションの部長レイチェル・ベリー（リア・ミシェル）が開いたパーティーへ出席する。出席者はボトルゲームを行い、結果としてレイチェルとブレインがキスをする。その後、ブレインは自分がバイセクシュアルではないかと疑問に思い、レイチェルとデートする。彼女が彼に再びキスすると、彼は完全にゲイであると確信し、カートは安心する。
カートが性的関心を無視すると知ったブレインは、カートの父親バート（マイク・オマリー）の元を訪ね、カートとセックスについて話すように促す。ウォーブラーズがショークワイアー州大会の練習を行うにつれて、カートは毎回ブレインがソロを務めることについて嫉んでいることを認める。部会議にカートは遅刻し、部のマスコットであったカナリアが死んだと発表し、小鳥の名誉のため「Blackbird」を歌う。カートが歌っている間、ブレインはカートに恋していることを自覚し、後で告白しキスする。州大会で、ヘイ・マンデーの「Candle」を含む2曲を披露する。ウォーブラーズがニュー・ディレクションに負け、カートがとても落ち込んでいる時に、ブレインは大会で負けたけれども、実際は、恋人関係になれたから州大会で負けたのは価値あるものであったと話した。カートがマッキンリー高校へ戻った後、「夢のプロム・クイーン」でブレインをプロムに招待する。2人はカートが候補でもないプロム・クイーンを獲得したことに衝撃を受ける。キングであるカロフスキーは恒例のキングとクイーンのダンスを拒否し、会場を後にする。そして、カートはブレインと共に踊った。カートがニューヨークであった全国大会から帰省した後、互いに愛していることを宣言した。

### シーズン3
シーズン3第1話「メンバーチェンジ」で3年生のブレインは4年生であるカートの側にいるためマッキンリー高校に転校し、ニュー・ディレクションに入部する。その後、彼は『ウエストサイド物語』で男性リードであるトニー役を争わないようにするため、ベルナルド役のオーディションを受けるが、トニー役に選ばれた。「すばらしき初体験」で、ブレインは新しいダルトン・アカデミー ウォーブラーズの新部長であるセバスチャン・スマイス（グラント・ガスティン）にナンパされる。カートとブレインはセバスチャンとゲイバーに行くことになり、酔ったブレインは帰宅時に車内でカートとセックスしようとする。しかし、カートは拒否し2人は口論になり、ブレインは歩いて帰宅することになった。『ウエストサイド物語』の初夜の上演後、彼らは互いに謝罪し、ブレインの家へ行くことを決める。ベッドの上で共に横になった2人は初めてセックスをした。ニュー・ディレクションとウォーブラーズが「マイケル争奪戦」で次回行われる州大会でマイケル・ジャクソンの音楽を披露する権利を巡る争いで、セバスチャンは岩塩が入ったスラッシーをカートに目がけてかけるが、ブレインが盾となってかかり、眼の角膜を深く傷つけてしまい、手術が必要な状態となった。完治後、彼はウォーブラーズを州大会で負かすためにニュー・ディレクションに復帰する。ブレインのCMに出演する俳優の兄クーパー（マット・ボマー）がオハイオへ帰省し、2人の間にあったわだかまりを無くす。ブレインのカートとの関係が、カートがNYADAのオーディションのために楽譜を探している時に出会った男子とのメールのやり取りや、ブレインが卒業するまで1年間離ればなれになることに関してカートは卒業後ニューヨークへと飛び出すことしか考えていないことによりギクシャクし始める。グリー部が全国大会で優勝し、2人は恋人のまま学期末を迎える。ブレインはカートとの遠距離恋愛がうまくいくか悩み始める。

## 外部サイト
- Blaine Anderson - インターネット・ムービー・データベース（英語）